# Рачковская, Екатерина Александровна
Екатерина Александровна Рачковская (1857, Енисейская губерния — 1900, Красноярск, Енисейская губерния) — жена красноярского врача П. И. Рачковского (1850—1921), позировала художнику В. И. Сурикову для ряда картин.

## Биография

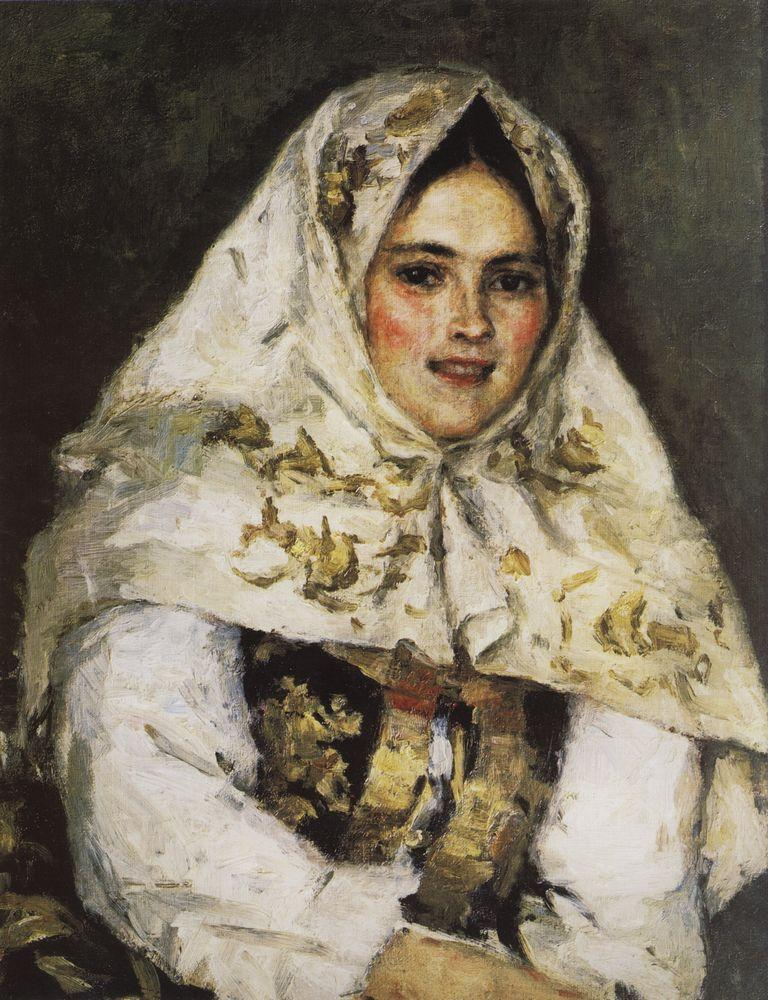
В. И. Суриков. Сибирская красавица, 1891. ГТГ

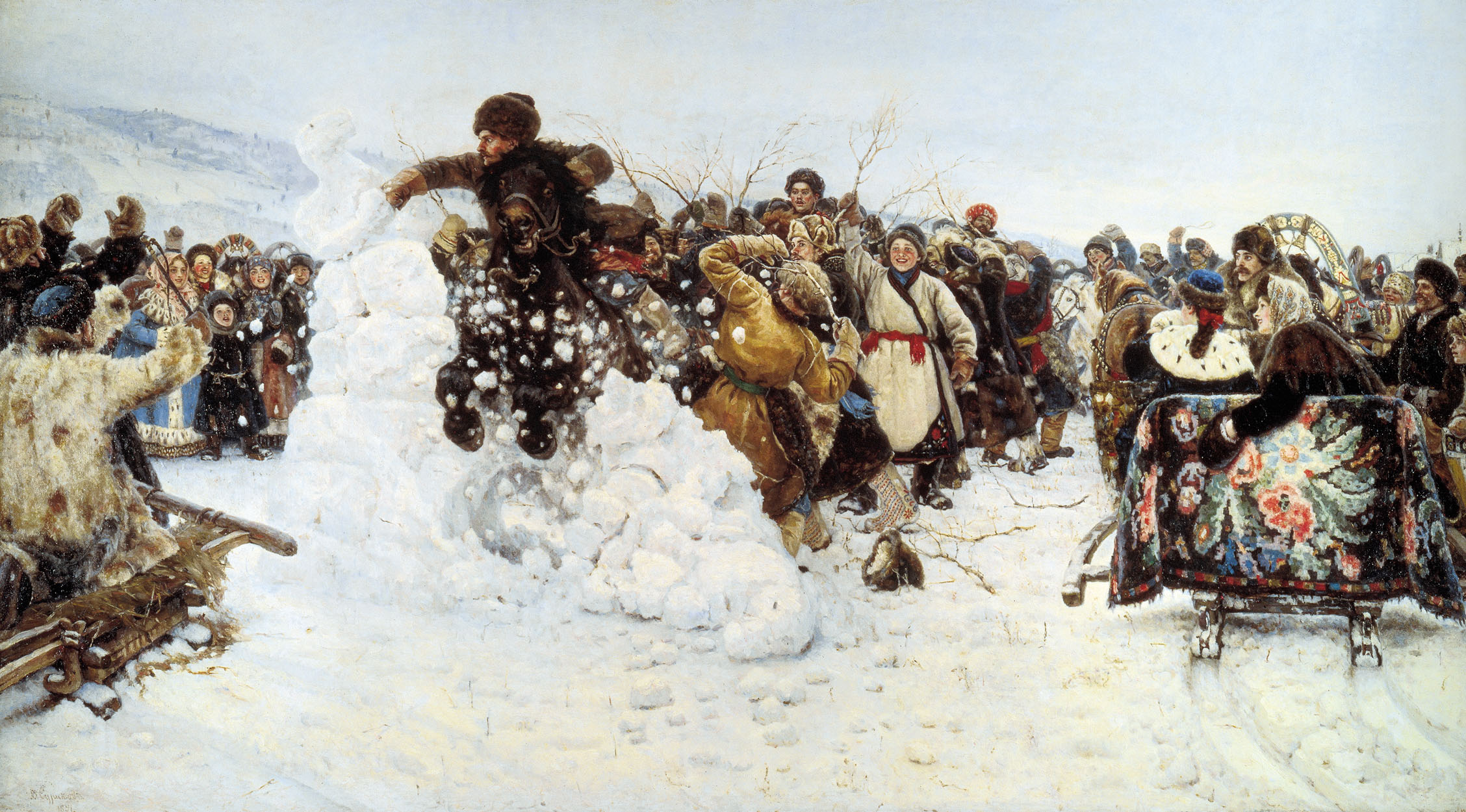
В. И. Суриков. Взятие снежного городка, 1891. ГРМ

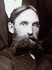
Пётр Рачковский

Екатерина Александровна Рачковская (1857—1900) — дочь А. К. Шепетковского, жена красноярского врача П. И. Рачковского (1850—1921), позировала художнику В. И. Сурикову для ряда картин. В частности: «Боярыня Морозова» (1887), «Сибирская красавица» (1891), «Взятие снежного городка» (1891).
Общественная деятельность — помощница попечительницы Владимирского детского приюта в Красноярске (1889—1891), член попечительского совета Красноярской женской гимназии (1896, 1897) и ревизионной комиссии Синельниковского благотворительного общества (1896), член Красноярского дамского комитета Красного креста, участвовала в создании общины сестер милосердия в Красноярске.
Дети — Иван Петрович Рачковский (1878—1961) и Валентина Петровна Гудкова (1880—1968).
Похоронена на Троицком кладбище в Красноярске.